# Arboreto del Instituto de Formación Agroambiental de Jaca
El Arboreto del Instituto de Formación Agroambiental de Jaca es un Arboretum de unas 3 hectáreas de extensión que se encuentra junto al Instituto de Formación Agroambiental de Jaca que se encuentra en las estribaciones de los Pirineos, próximo a la ciudad de Jaca (Huesca) España. Depende administrativamente de la Dirección General del Medio Natural del departamento de Medio Ambiente del Gobierno de Aragón.

## Localización
El arboreto se encuentra situado en el Canal de Berdún, en la orilla derecha del río Aragón, a 7,2 km de Jaca en la Carretera Nacional 240 en la dirección de Jaca a Pamplona (Navarra)

## Historia
La denominada Escuela de Capacitación Agraria "Especialidad Forestal" empezó su andadura en el año 1972. 
En esta escuela se han formado desde entonces numerosos guardas forestales, Agentes de Protección de la NAturaleza y Trabajadores forestales que trabajan por todo el territorio español.

## Colecciones
El arboreto que se encuentra alrededor del Instituto de Formación Agroambiental , tiene una colección de árboles y arbustos autóctonas de la cordillera de los Pirineos y alóctonas de interés por su ecología o su aprovechamiento selvícola , tanto de hoja perenne como caducifolios.
- Junto al arboreto hay una extensión de 199 hectáreas de monte.

- Viveros e Invernaderos con zona de semilleros y vivero de plantas forestales y ornamentales.